# I Wanna Be Your Lover (Prince-dal)
Az I Wanna Be Your Lover egy Prince által szerzett dal, amely 1979. augusztus 24-én jelent meg. Az első kislemez volt a zenész második stúdióalbumáról, a Prince-ről. Ez a dal volt Prince első sikeres kislemeze az Egyesült Államokban, 11. helyet ért el a Billboard Hot 100-on és elsőt a Billboard Hot Soul Singles slágerlistán.

## Kompozíció
Az I Wanna Be Your Lovert Prince. azt követően írta, hogy a Warner Bros. kért egy következő albumot a For You sikertelensége után. Zeneileg egy funk dal, amelyben Prince csak falzett hangon énekel. A kislemezen szereplő verzió csak 2:57 hosszú. A zenész a dalt Patrice Rushen zongoraművészről írta.

## Promóció
Prince a dalt előadta a The Midnight Specialön és az American Bandstanden, amely után adott egy interjút Dick Clarknak, amelyben csak egy-egy szóval válaszolt a kérdéseire. Prince ekkor azt mondta, hogy 19 éves, de valójában 21 volt. Clark később azt mondta, hogy ez volt az egyik legnehezebb interjúja karrierje során.
Ez a dal volt Prince első kislemeze az Egyesült Királyságban. Csak a 41. helyet érte el a Brit kislemezlistán és a londoni koncertjeit is le kellett mondania. Európában Prince 1984-ben tört be először a Purple Rain albummal.
A dal második helyet ért el a Hot Dance Club Party slágerlistán és a Új-Zélandon is.

## Számlista
| Kislemez  | Régió              | A-oldal                      | B-oldal                               | Hossz |
| --------- | ------------------ | ---------------------------- | ------------------------------------- | ----- |
| 7"        | Egyesült Államok   | I Wanna Be Your Lover (edit) | My Love Is Forever                    | 7:05  |
| 7"        | Egyesült Királyság | I Wanna Be Your Lover (edit) | Just as Long as We’re Together (edit) | 6:12  |
| 7"        | Németország        | I Wanna Be Your Lover (edit) | Why You Wanna Treat Me So Bad?        | 6:45  |
| 12"       | Egyesült Királyság | I Wanna Be Your Lover        | Just as Long as We’re Together        | 12:11 |
| 12" promo | Egyesült Államok   | I Wanna Be Your Lover (edit) | I Wanna Be Your Lover                 | 8:54  |

## Feldolgozások
| Év          | Előadó                                                       | Cím                   |
| ----------- | ------------------------------------------------------------ | --------------------- |
| 1985        | Millie Jackson                                               | I Wanna Be Your Lover |
| 1985        | Haywoode                                                     | I Wanna Be Your Lover |
| 1991        | M-Doc                                                        | Are U Wid It?         |
| 1994        | Gayle & Gillian Blakeney                                     | Wanna Be Your Lover   |
| 2009        | Patrick Stump                                                | I Wanna Be Your Lover |
| 2010        | Nona Reeves                                                  | I Wanna Be Your Lover |
| 2011        | Corinne Bailey Rae                                           | I Wanna Be Your Lover |
| 2011        | Guga Neiva                                                   | I Wanna Be Your Lover |
| 2011        | Max Tundra                                                   | I Wanna Be Your Lover |
| 2012        | Christina Aguilera, Cee Lo Green, Adam Levine, Blake Shelton | Prince Medley         |
| 2013        | Maroon 5                                                     | I Wanna Be Your Lover |
| Koncerteken | Kimbra                                                       | I Wanna Be Your Lover |

## Slágerlisták
| Slágerlista (1979–80)                | Legmagasabb pozíció |
| ------------------------------------ | ------------------- |
| Új-Zéland (Recorded Music NZ)        | 3                   |
| Brit kislemezlista (OCC)             | 41                  |
| US Billboard Hot 100                 | 11                  |
| US Hot R&B/Hip-Hop Songs (Billboard) | 1                   |
| US Dance Club Songs (Billboard)      | 2                   |
| Slágerlista (2016)                   | Legmagasabb pozíció |
| Franciaország (SNEP)                 | 25                  |

| Slágerlista (1980)             | Pozíció |
| ------------------------------ | ------- |
| US Top Pop Singles (Billboard) | 95      |

## Minősítések
| Region                  | Minősítés | Példányszám |
| ----------------------- | --------- | ----------- |
| Egyesült Államok (RIAA) | Arany     | 1,000,000   |
| Új-Zéland (RMNZ)        | Arany     | 10,000      |